# Rendal de Abaixo
Rendal de Abaixo es una aldea española situada en la parroquia de Rendal, del municipio de Arzúa, en la provincia de La Coruña, Galicia.

## Demografía
| Gráfica de evolución demográfica de Rendal de Abaixo entre 2000 y 2018 |
|                                                                        |
| Datos según el nomenclátor publicado por el INE.                       |